# Brimidius
Brimidius is een kevergeslacht uit de familie van de boktorren (Cerambycidae). De wetenschappelijke naam van het geslacht werd voor het eerst geldig gepubliceerd in 1936 door Breuning.

## Soorten
Brimidius omvat de volgende soorten:
- Brimidius annulicornis Breuning, 1954
- Brimidius granulipennis Breuning, 1955
- Brimidius laevicollis (Aurivillius, 1908)
- Brimidius marmoratus Teocchi, Sudre & Jiroux, 2010